# Euphyia parinotata
Euphyia parinotata là một loài bướm đêm trong họ Geometridae.